# Assis, São Paulo
Assis är en stad och kommun i Brasilien och ligger i delstaten São Paulo. Kommunens befolkning uppgick år 2014 till cirka 101 000 invånare. Närmaste stora stad är Londrina (cirka 130 kilometer i sydväst).